# Hachim Ndiaye
Hachim Ndiaye  est un athlète sénégalais, spécialiste du 400 mètres, né le 28 octobre 1963.

## Biographie
En 1989, Hachim Ndiaye termine troisième du 400 m aux Jeux de la Francophonie puis aux championnats d'Afrique.
En 1994, il décroche deux nouvelles médailles aux Jeux de la Francophonie : l'argent sur 400m et l'or sur le relais 4 x 400 m.
Il participe aux Jeux d'Atlanta en 1996, sur le relais 4 x 400 m. Le Sénégal termine quatrième de cette épreuve.

### Palmarès
| Date | Compétition             | Lieu             | Résultat | Épreuve   | Temps         |
| ---- | ----------------------- | ---------------- | -------- | --------- | ------------- |
| 1989 | Jeux de la Francophonie | Casablanca       | 3e       | 400 m     | 46 s 28       |
| 1989 | Championnats d'Afrique  | Lagos            | 3e       | 400 m     | 46 s 69       |
| 1992 | Championnats d'Afrique  | Belle Vue Maurel | 2e       | 4 × 400 m | 3 min 7 s 67  |
| 1993 | Championnats d'Afrique  | Durban           | 3e       | 4 × 400 m | 3 min 6 s 38  |
| 1994 | Jeux de la Francophonie | Bondoufle        | 2e       | 400 m     | 46 s 32       |
| 1994 | Jeux de la Francophonie | Bondoufle        | 1er      | 4 x 400 m | 3 min 05 s 73 |
| 1996 | Championnats d'Afrique  | Yaoundé          | 1er      | 4 × 400 m | 3 min 3 s 44  |
| 1996 | Jeux olympiques         | Atlanta          | 4e       | 4 x 400 m | 3 min 00 s 64 |
| 1997 | Jeux de la Francophonie | Tananarive       | 2e       | 400 m     | 46 s 16       |
| 1998 | Championnats d'Afrique  | Dakar            | 1er      | 4 × 400 m | 3 min 4 s 20  |
| 2000 | Championnats d'Afrique  | Alger            | 3e       | 4 × 400 m | 3 min 6 s 53  |

### Records
| Épreuve | Performance | Lieu   | Date          |
| ------- | ----------- | ------ | ------------- |
| 400 m   | 45 s 44     | Athina | 1er août 1997 |